# Boulengerula changamwensis
Boulengerula changamwensis — вид безногих земноводних родини Herpelidae.

## Поширення
Вид поширений у тропічних та субтропічних лісах на півдні Кенії та у Малаві, а також, можливо, у Танзанії та Мозамбіку.